# Olgierd Bierwiaczonek
Olgierd Bierwiaczonek (ur. 30 sierpnia 1925 w Łaszukach – zm. 6 lutego 2002 w Katowicach) – polski malarz, portrecista. Ojciec malarki Ireny Bierwiaczonek-Polak.
Urodził się we wsi Łaszuki w powiecie postawskim województwie wileńskim. W roku 1951 podjął studia w Państwowej Wyższej Szkole Sztuk Plastycznych w Katowicach, przeniósł się na Wydział Malarstwa do Akademii Sztuk Plastycznych w Warszawie, gdzie studiował pod kierunkiem Eugeniusza Eibischa i gdzie w roku 1956 otrzymał "dyplom artysty plastyka w zakresie malarstwa".. W latach 1965–1976 wystawiał także swoje prace w Grupie Malarzy Realistów. Zrealizował 22 wystawy indywidualne swoich prac w kraju i pięć w ośrodkach kultury polskiej za granicą.